# Lord-lieutenant du Grand Londres
Le Lord Lieutenant du Grand Londres est le représentant de Sa Majesté dans le Grand Londres, comprenant les 32 London boroughs.
Chaque Lord Lieutenant est aidé, en grande partie, par les Deputy Lieutenant qu'il nomme ; L'office de la lieutenance est basé à  Whitehall, London SW1.
Créé par le Administration of Justice Act (1964), l'office a fusionné avec le Lord Lieutenant du County of London (cr. 1889) et l'ancien Lord Lieutenantcy du Middlesex.
Depuis 1965, les suivants ont servi de Lord Lieutenant du Grand Londres  pour HM :
- 1er avril 1965 – 1966 : Harold Alexander;
- 28 décembre 1966 – 1973 : Gerald Templer;
- 12 septembre 1973 – 1978 : Charles Elworthy ;
- 1er juillet 1978 – 1986 : Norah Phillips ;
- 31 janvier 1986 – 1998 : Edwin Bramall ;
- 21 décembre 1998 – 2008 : Peter Imbert ;
- 27 avril 2008 – 2015 : David Brewer ;
- 29 mai 2015 – présent : Ken Olisa .

Le comté cérémoniel du Greater London n'incluent pas la City of London, qui a sa propre Commission de Lieutenancy.

## Liens externes

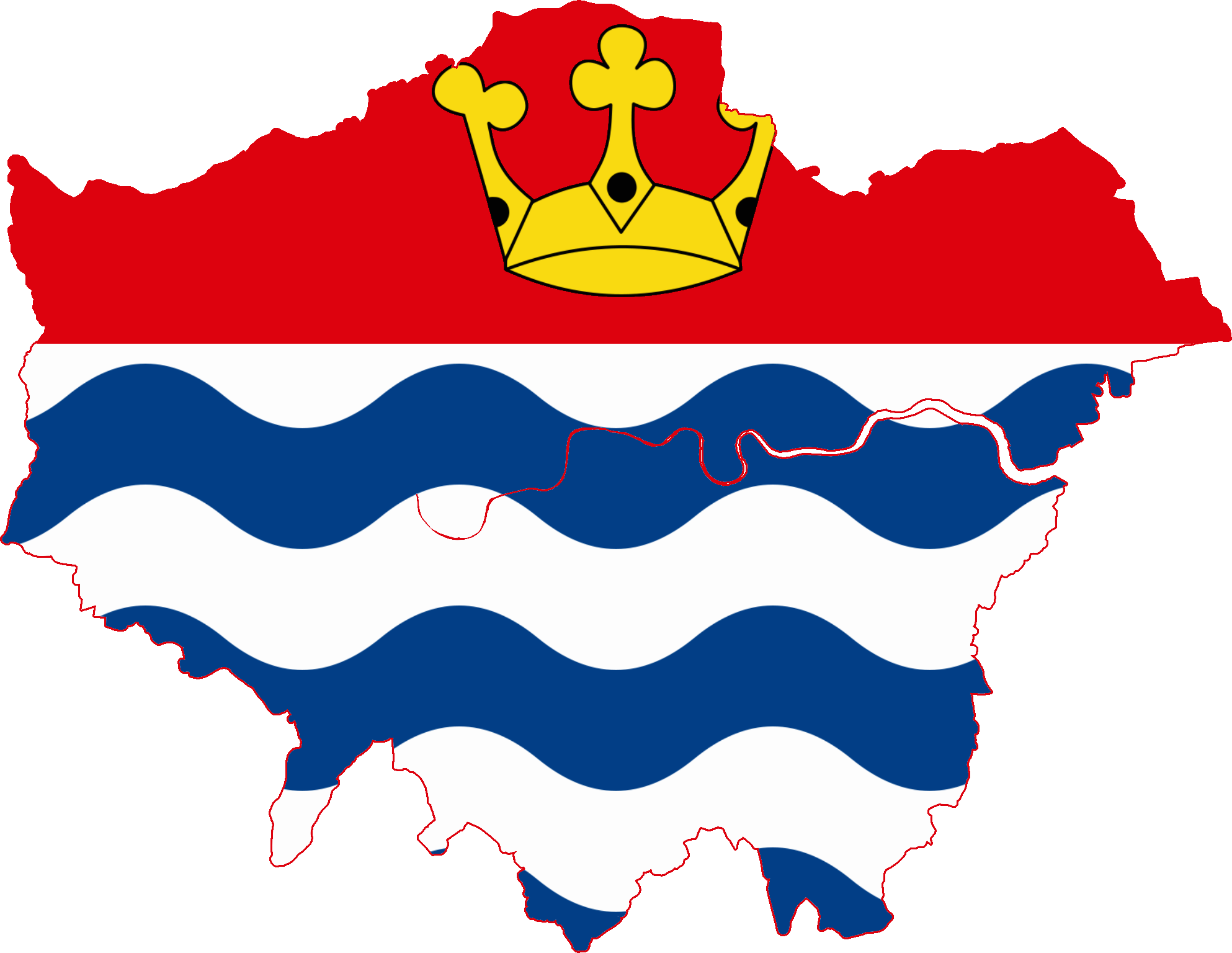